# Банјил на Мору
Банјил на Мору (фр. Banyuls-sur-Mer) насеље је и општина у јужној Француској у региону Лангдок-Русијон, у департману Источни Пиринеји која припада префектури Сере.
По подацима из 2011. године у општини је живело 4661 становника, а густина насељености је износила 109,85 становника/km². Општина се простире на површини од 42,43 km². Налази се на средњој надморској висини од 6 метара (максималној 965 m, а минималној 0 m).

## Демографија
| 1962. | 1968. | 1975. | 1982. | 1990. | 1999. | 2011. |
| ----- | ----- | ----- | ----- | ----- | ----- | ----- |
| 4.271 | 4.436 | 4.000 | 4.093 | 4.662 | 4.532 | 4.661 |

График промене броја становника у току последњих година